# Stefano Michelini
Stefano Michelini (Bologna, 11 giugno 1956) è un allenatore di pallacanestro italiano.

## Carriera
Inizia l'attività di allenatore nel 1979 nella Fortitudo Bologna come vice-allenatore di John McMillen e responsabile dell'attività giovanile. Nel 1980 ottiene una promozione con la Budrio Basket in serie C. L'anno successivo passa alla Virtus Bologna come assistant coach di Aza Nikolić e responsabile del settore giovanile dove vince lo scudetto Juniores. La prima esperienza da capo-allenatore la vive nel 1982 alla Sutor Montegranaro, seguita dalle esperienze a Montecatini, il Ferrara e Trapani in B d'eccellenza.
Nel 1990 approda a Modena e con la Burghy Modena arriva subito ai playoff promozione, perdendo però la finale con Rimini. L'anno successivo arriva la promozione in serie A2 battendo la Sangiorgese nella finale playoff. In A2 raggiunge anche un sesto posto nella stagione 1992-1993.
Dopo esperienze a Battipaglia, Forlì, Sassari e Livorno, centra un'altra promozione in A2 nel 2001 a Borgomanero (poi diventata Cimberio Novara): dopo la vittoria 2-0 sulla Fulgor Forlì, arriva in finale il successo 2-1 su Ferrara.
Esonerato nel 2001 dalla Premiata Montegranaro (poi retrocessa), prosegue il campionato 2001-02 con la Conad Rimini raggiungendo la salvezza.
Nel 2003 accetta di allenare la squadra femminile della Reyer Venezia con la quale raggiunge le semifinale playoff 2007 venendo battuta dalle future campionesse della Napoli Basket Vomero. Dopo una parentesi in B2 alla Silver Porto Torres (campionato 2007-08), nell'estate 2009 torna ad allenare una squadra femminile di A1, il Basket Parma, ma rescinde consensualmente nel febbraio seguente.
Dopo questa parentesi, Michelini commenta regolarmente i principali eventi cestistici in onda su Rai Sport.
Per la nazionale italiana è stato assistente di Ettore Messina ai Campionati Europei del 1993, responsabile tecnico Nazionale Under 20 nel 1994, e "scout" nel 1995.

## Palmarès

### Individuale
- Premio Reverberi: 1

Premio speciale 2013-2014